# Fuente de Ahmet III

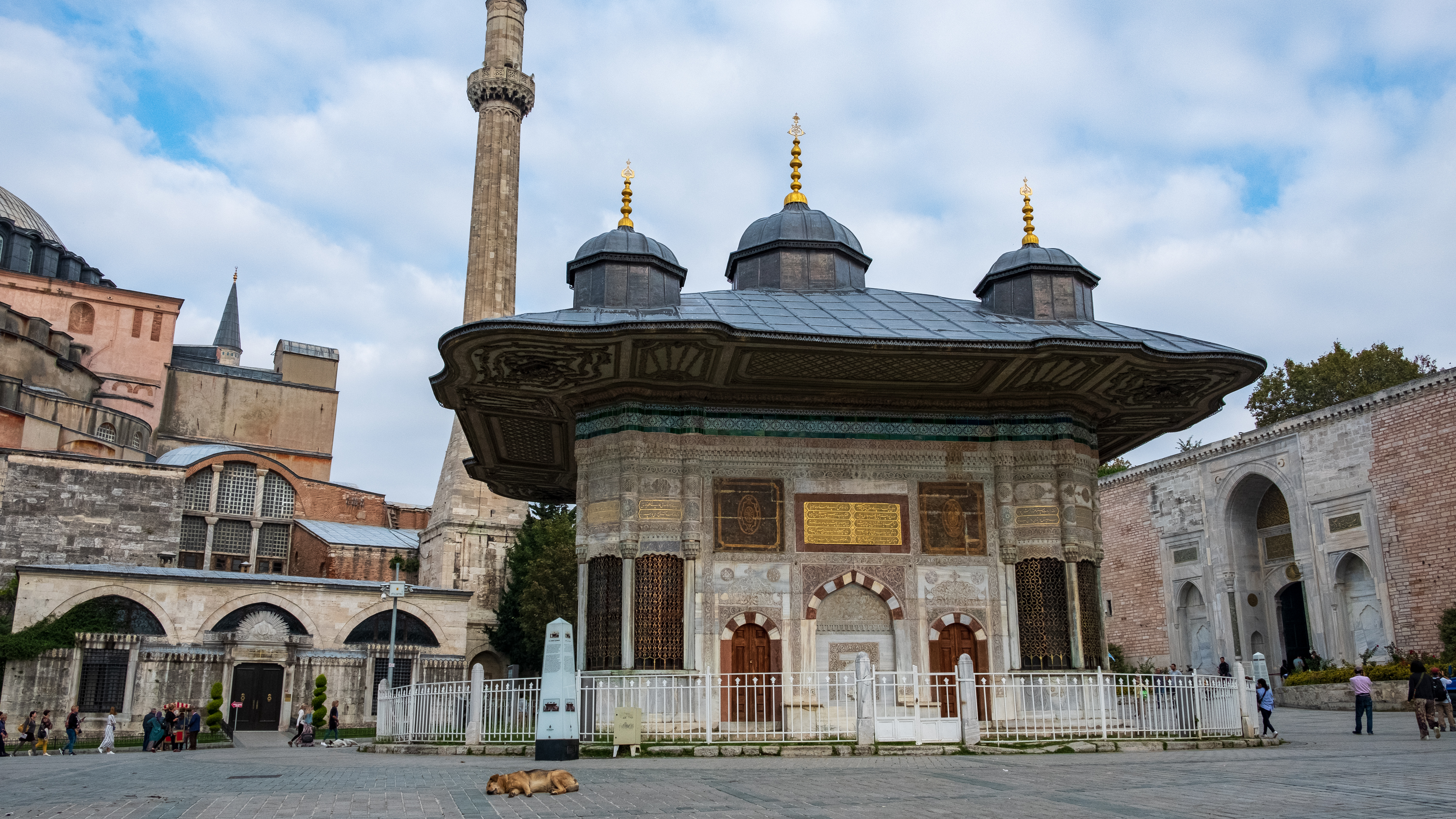
Fuente de Ahmet III.

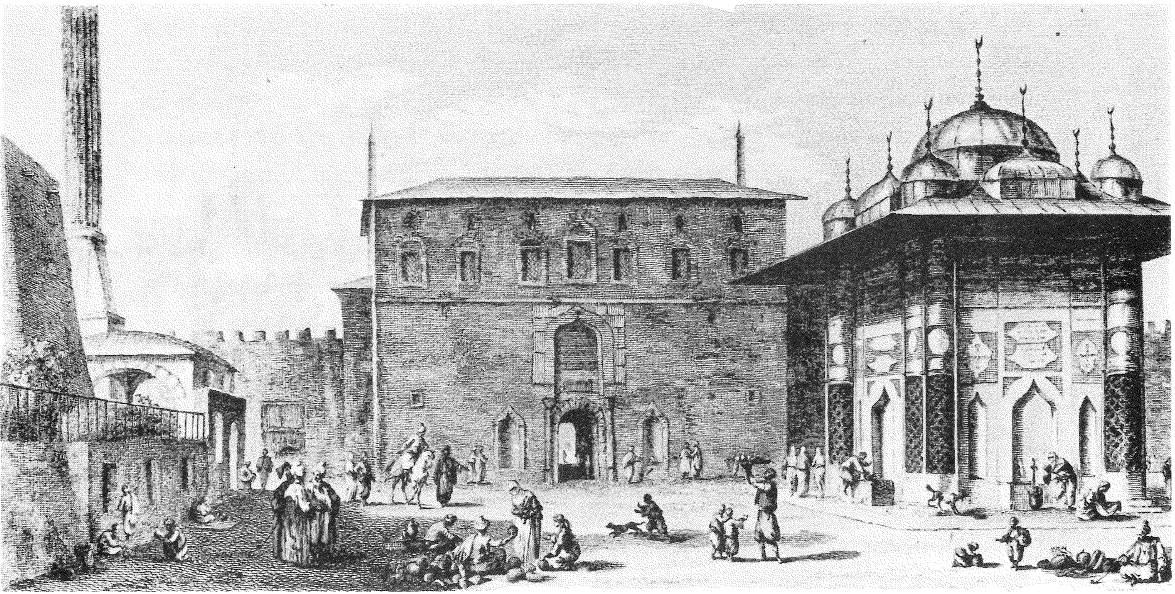
Representación de la fuente en el.

La fuente de Ahmet III (en turco Ahmet III Çeşmesi) está situada en la punta del Serrallo, en la gran plaza delante de la puerta imperial del Palacio de Topkapı, Estambul, Turquía.
Considerada la más bella de Estambul, la fuente fue construida en 1728 por orden del sultán Ahmed III en estilo rococó turco dentro le periodo del Tulipán. Situada en el emplazamiento de otra fuente bizantina anterior denominada Perayton.
La fuente posee cuatro muros en los que cada uno se sitúa una pila con un grifo denominado çeşme. En la parte superior de cada lateral aparece una inscripción caligráfica muy elaborada.